# Cargolet jaspiat
El cargolet jaspiat (Pheugopedius sclateri) és un ocell de la família dels troglodítids (Troglodytidae).

## Hàbitat i distribució
Habita el sotabosc i zones amb matolls als turons andins de l'oest de Colòmbia, sud i oest de l'Equador i nord del Perú.

## Taxonomia
Segons la classificació del Handbook of the Birds of the World, aquesta espècie són en realitat tres diferents:
- Pheugopedius sclateri (sensu stricto) - cargolet jaspiat. Equador meridional i Perú septentrional.
- Pheugopedius columbianus Chapman, 1924 - cargolet de Colòmbia.[3] Colòmbia occidental.
- Pheugopedius paucimaculatus (Sharpe, 1882) - cargolet de pit tacat.[4] Equador occidental.